# Quầy sách lưu động

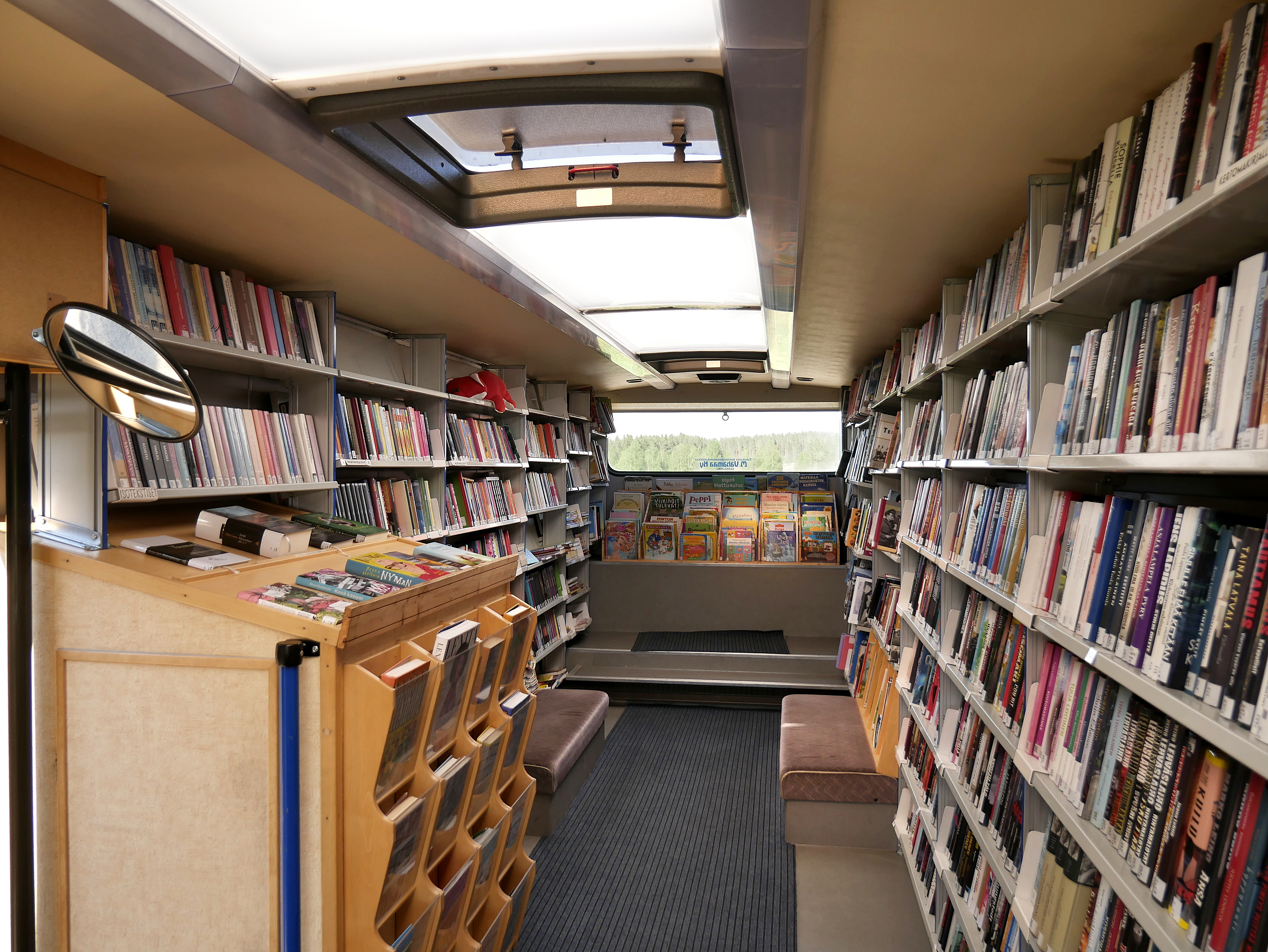
Một quầy sách lưu động trên xe ca

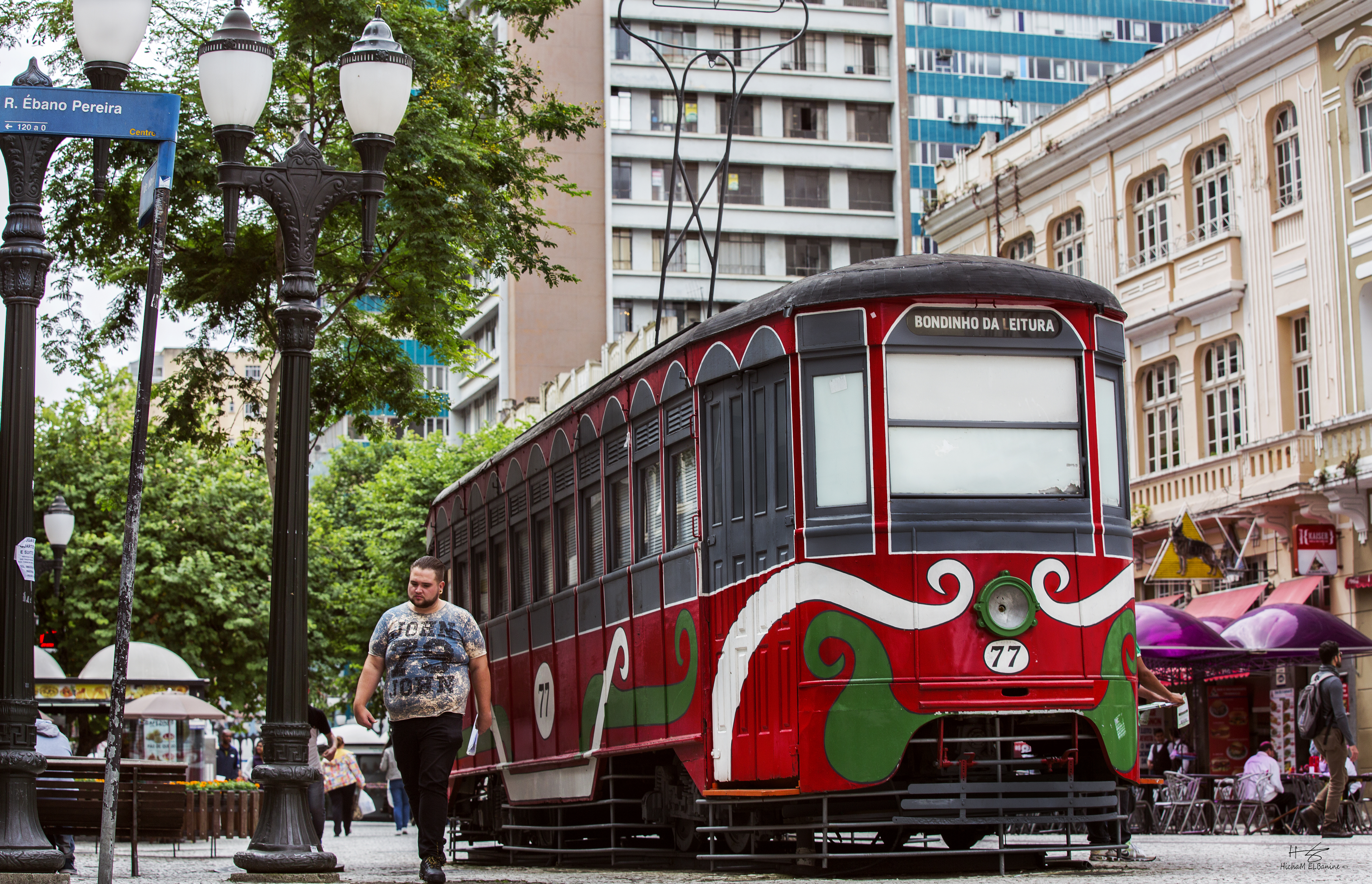
Một chuyến xe chở sách di động

Quầy sách lưu động (Bookmobile) là một chiếc xe được thiết kế để sử dụng như một thư viện di động. Hình thức quầy sách di động đã được biết đến với nhiều tên gọi trong suốt quá trình lịch sử, bao gồm các tên gọi khác nhau như thư viện du lịch, toa xe thư viện, toa sách, xe chở sách, thư viện trên xe và dịch vụ đặt sách tự động. Quầy sách di động mở rộng phạm vi tiếp cận của các thư viện truyền thống bằng cách vận chuyển sách đến độc giả tiềm năng, cung cấp dịch vụ thư viện cho những người ở những địa điểm khó được phục vụ (chẳng hạn như vùng sâu vùng xa) do hoàn cảnh (chẳng hạn như cư dân của nhà hưu trí). Các dịch vụ và tài liệu dành cho thiết bị di động (chẳng hạn như quyền truy cập Internet, sách chữ in lớn và sách nói), có thể được tùy chỉnh cho các địa điểm và đối tượng phục vụ. Quầy sách di động dựa trên nhiều phương tiện vận chuyển khác nhau, bao gồm xe đạp, xe đẩy, xe cơ giới, xe lửa, tàu thủy và xe ngựa, cũng như được vận chuyển trên lưng các loại gia súc chuyên chở như lạc đà, lừa, la, voi, ngựa thồ. Xe đọc sách vẫn được sử dụng trong thế kỷ XXI được vận hành bởi các thư viện, trường học, nhà hoạt động và các tổ chức khác, xe sách di động có khả năng tiết kiệm chi phí hơn so với việc đầu tư xây dựng nhiều chi nhánh thư viện.